# Dorpskerk ('s-Gravenzande)
De Dorpskerk in 's-Gravenzande is een kerk van de hervormde gemeente die op 1 december 1816 in gebruik is genomen. De kerk is een rijksmonument en staat aan de rand van het centrum. 

## Geschiedenis
Het gebouw is ontworpen door Adrianus Tollus en werd in 1850 uitgebreid.
De eerste kerk op deze plek was een kerk uit de 13e eeuw die in opdracht van gravin Machteld van Brabant gebouwd werd. De kerk werd gewijd aan de heilige Elisabeth van Thüringen. Machteld schonk tevens een Madonnabeeld aan de 13e-eeuwse kerk dat aan deze heilige toebehoord had. Dit beeld zou wonderen verrichten en daardoor groeide 's-Gravenzande uit tot een belangrijk bedevaartsoord.
Door de inkomsten als bedevaartsplaats was het mogelijk in de 14e eeuw een nieuwe en grotere kerk te bouwen, een hallenkerk met drie schepen en een 90 meter hoge toren. Deze toren stortte begin 19e eeuw in en verwoestte een groot deel van de middeleeuwse kerk. Door geldgebrek was het niet mogelijk de kerk te herstellen, maar door een schenking van koning Willem I was het wel mogelijk in 1816 een nieuwe kerk te bouwen.
Tegenwoordig is het een kerkgebouw van de PKN. In 2005 is de kerk gerestaureerd.

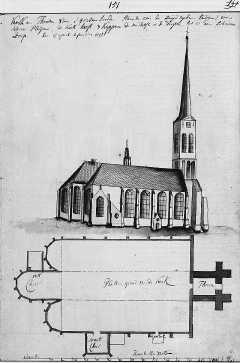
De middeleeuwse kerk voor de verwoesting
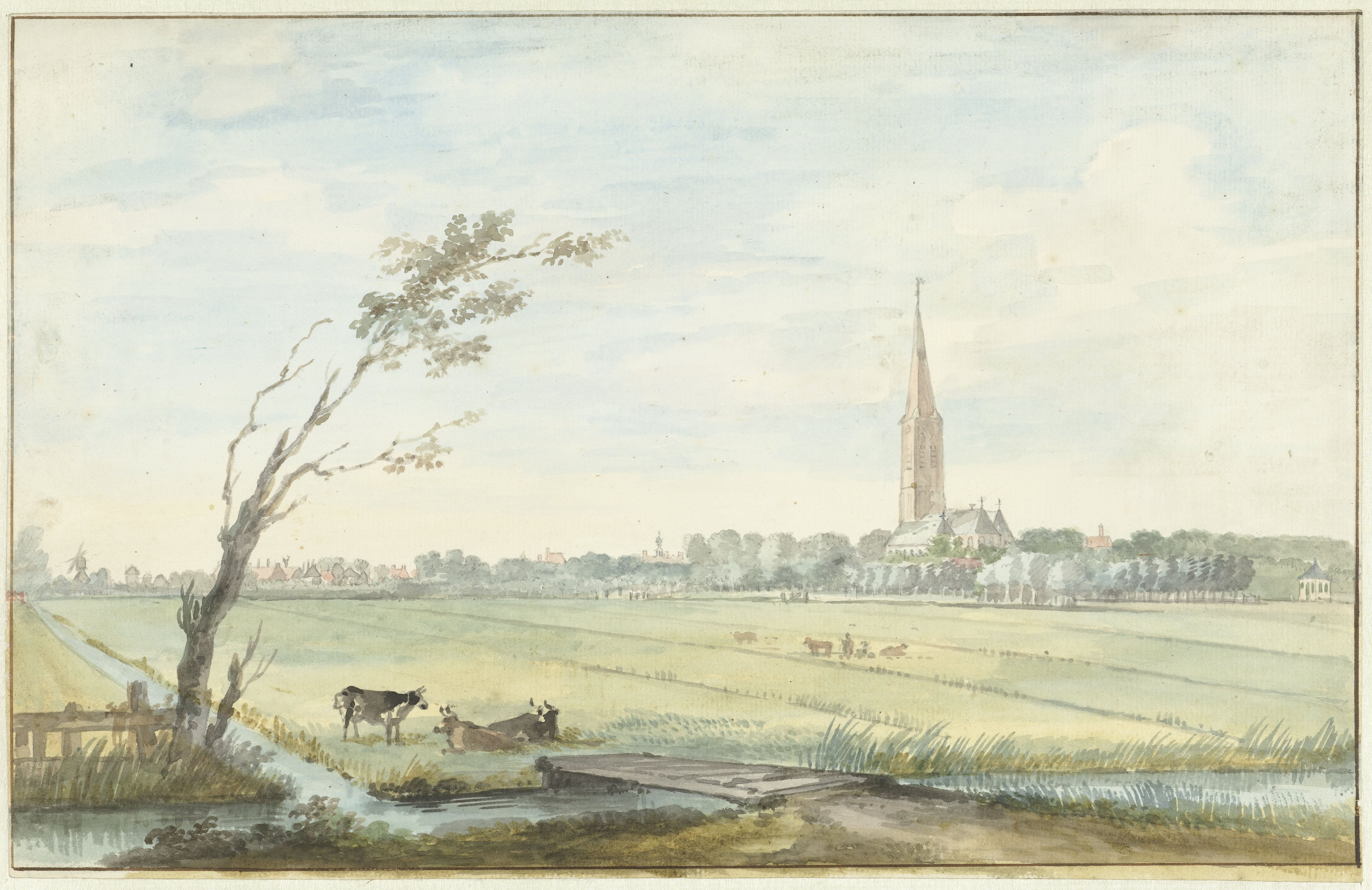
's-Gravenzande in 1745, door Aart Schouman.